# Orestes
Orestes (em grego clássico:  Ὀρέστης), na mitologia grega,  era filho do rei Agamemnon de Micenas e da rainha Clitemnestra, e irmão mais novo de Ifigênia.
Clitemnestra e seu amante, Egisto, mataram Agamemnon quando este voltava da Guerra de Troia. Único que poderia vingar o crime, Orestes foi à Fócida, porque suspeitava que o amante de sua mãe pretendia matá-lo também. Ali cresceu em segurança na corte de Estrófio e ficou amigo do filho deste, seu primo, Pílades. Ao tornar-se adulto, em obediência às ordens de Apolo, Orestes matou a mãe e Egisto. Perseguido pelas Erínias, refugiou-se no santuário de Apolo em Delfos. Julgado por seu crime em Atenas, o voto da deusa Atena desempatou o resultado a seu favor. 
Novamente por ordem de Apolo, Orestes partiu para a Táurida a fim de roubar a estátua de Ártemis e devolvê-la à cidade de Atenas. Preso com Pílades, foi condenado a ser sacrificado à deusa, mas sua irmã Ifigênia, sacerdotisa de Ártemis, reconheceu-o e fugiu com ele e com Pílades, levando a estátua da deusa. Salvo, herdou o reino de Agamemnon, a que anexou Esparta e Epiro, depois do casamento com Hermíone, filha de Menelau e de Helena. Morreu aos noventa anos picado por uma serpente.